# Ur Kaśdim
Ur Kaśdim (hebreo: אור כשדים ʾŪr Kaśdīm, griego: χώρα Χαλδαίων kʰóra kʰaldaíon 'tierra de caldeos'), comúnmente llamada Ur de los Caldeos, es un lugar bíblico mencionado en el Génesis como el lugar de origen del patriarca Abraham. No solo existe mucho debate en interpretarlo como su lugar de nacimiento, sino también en identificar su localización. Desde las excavaciones de Leonard Woolley en el lugar, se ha identificado Ur Kaśdim con la Ur de la región de Caldea, antigua ciudad sumeria a la orilla oeste del río Éufrates, actual Irak («Ur del sur»). Sin embargo, existieron otras ciudades llamadas Ur y lingüísticamente cercanas a ella (como Ura o Urau) alrededor de Harán (lugar de destino de Abraham y su familia), ubicadas en el actual norte de Siria o el sur de Turquía («Ur del norte»).
La Enciclopedia Judía indica en su versión de 1906 que «Según la narrativa [bíblica], Abraham, el padre de los hebreos e hijo de Taré, nació en Ur de los caldeos». Autores como H. W. F. Saggs y Elie Kedourie (1979), Josephine Bacon y Martin Gilbert (1990), así como también Hans Borger (1999), identifican a Ur Kaśdim con Ur del sur. Allan Millard afirma que «no existe objeción insuperable respecto al Ur del sur, Ur de los caldeos, como lugar de nacimiento de Abraham, como lo describe la Biblia».
Quizás la mayor objeción de identificar al Ur bíblico con el Ur del sur en Irak es que está demasiado lejos de Harán: alrededor de 1500 kilómetros. Por su parte, Cyrus Gordon ha señalado que el Ur del sur, aunque identificado a menudo en inscripciones antiguas, nunca fue llamado «Ur de los caldeos». Es más, agrega que los Kaśdim (caldeos) no son mencionados en ninguna fuente histórica anterior al siglo XIII a. C., cientos de años después de los tiempos de Abraham. Concluye que esta referencia no pudo ser parte de la tradición original, asumiendo su historicidad. «P. pudo haber usado el término debido a que ese era el término que conocía en el tiempo que lo escribió, pero ese no era el Ur del que provino Abraham». En su lugar, propone otras dos posibles localizaciones para el Ur de Abraham: ambas en el sur de Turquía, cerca de la frontera de Siria. El profesor Gary Rendsburg también apoya esta posición, argumentando además que según el historiador clásico Jenofonte los caldeos se habrían originado en esa región geográfica, lo que explicaría la referencia bíblica a la ciudad como "de los caldeos".